# Riddersal
En riddersal er sædvanligvis betegnelsen for det største og mest pompøse rum i en herregård, en borg eller et slot. Det er det rum i bygningen, som mere end noget andet er udsmykket for at imponere  undersåtter og allierede. Her har herremanden, fyrsten eller kongen kunnet samle folk, afholde fester og officiel repræsentation.
Begrebet riddersal kom først ind i det danske sprog i 1700-tallet. Tidligere blev sådanne rum omtalt som "Den store sal" eller "Dansesalen". Ordet kan måske relatere til ordensriddere som riddere af Elefantordenen og Dannebrogordenen. Senere blev begrebet dog anvendt generelt også uden for de kongelige slotte. I Sverige anvendes et tilsvarende ord "Rikssal" nu også generelt, men var tidligere forbeholdt de sale, hvor der afholdtes rigsforsamlinger (statsråd). På Amalienborg blev den pragtfulde sal i Christian VII's Palæ i de første årtier omtalt som "Den Store Sal". Først efter kongehusets overtagelse af palæet 1794 begyndte man at anvende begrebet "Riddersalen". 
Fra 1500-tallet indrettede man ofte en dansesal på slottene og herregårdene. Disse sale indgik dog sjældent i den daglige beboelse, da de var umulige at opvarme. Men med de forbedrede opvarmningsmuligheder i 1700-tallet blev den store sal stadig mere brugt til daglig beboelse. 
Det er ofte i riddersalene, at de store udsmykninger er udført. Også lofterne i de normalt højloftede riddersale er mange steder meget smukt udsmykket.